# Каролево (Плоцький повіт)
Каролево (пол. Karolewo) — село в Польщі, у гміні Новий Дунінув Плоцького повіту Мазовецького воєводства.
Населення — 311 осіб (2011).
У 1975-1998 роках село належало до Плоцького воєводства.

## Демографія
Демографічна структура станом на 31 березня 2011 року:
|          | Загалом | Допрацездатний вік | Працездатний вік | Постпрацездатний вік |
| -------- | ------- | ------------------ | ---------------- | -------------------- |
| Чоловіки | 145     | 29                 | 99               | 17                   |
| Жінки    | 166     | 37                 | 96               | 33                   |
| Разом    | 311     | 66                 | 195              | 50                   |